# Tunggul Wulung
Tunggul Wulung is een bestuurslaag in het regentschap Pasuruan van de provincie Oost-Java, Indonesië. Tunggul Wulung telt 4008 inwoners (volkstelling 2010).